# Palais de justice d'Ottawa
 (mai 2024).
Si vous disposez d'ouvrages ou d'articles de référence ou si vous connaissez des sites web de qualité traitant du thème abordé ici, merci de compléter l'article en donnant les références utiles à sa vérifiabilité et en les liant à la section « Notes et références ».
Le palais de justice d'Ottawa (en anglais : Ottawa Courthouse) est un palais de justice situé dans la ville d'Ottawa, Ontario, Canada. Il s'agit du tribunal provincial de la région d'Ottawa et, à ce titre, s'occupe de la plupart des affaires juridiques de la région. Le bâtiment abrite les tribunaux de cour civile, des petites créances, cour de la famille, cour pénale, ainsi que du district de la Cour supérieure de justice de l'Ontario. Il abrite également le bureau d'enregistrement foncier. Il est utilisé par quelque 1 000 personnes tous les jours.

## Histoire

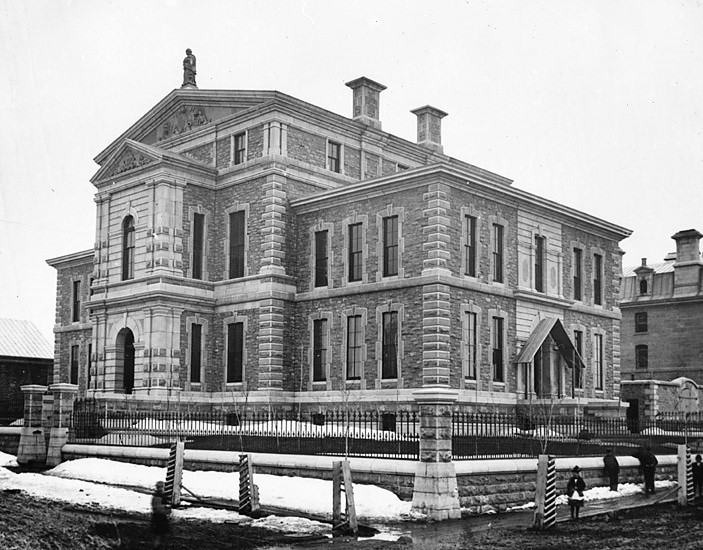
Palais de justice du comté de Carleton, 1870

Avant l'ouverture des portes du palais de justice sur la rue Elgin en 1986, des tribunaux étaient répartis dans l'ensemble de la ville. Il agissait comme remplacement du premier palais de justice et de la première prison situé sur l'avenue Daly qui a brûlé de manière irréparable en 1869. Ce dernier avait été construit en 1842.
L'ancien palais de justice du comté de Carleton, conçu par l'architecte Robert Surtees, a été construit dans le style italien sur l'avenue Daly en 1870. En 1988, ce bâtiment en pierre calcaire a été transféré à la Ville d'Ottawa ; La Cour des Arts abrite désormais plus de 25 organismes artistiques et patrimoniaux. Les caractéristiques de style italien du bâtiment comprennent des encadrements de fenêtres, des pierres angulaires rustiques et de hautes cheminées. La pierre angulaire comprend des pièces d’or, d’argent et de cuivre ainsi que des jetons bancaires de l’époque.
Le palais de justice actuel a été construit au coin de la rue Elgin et de l'avenue Laurier. Avant son ouverture, on y retrouvait la place Cartier. Auparavant, plusieurs bâtiments temporaires y étaient situés. Ces derniers ont été érigés pendant la Seconde Guerre mondiale et y sont restés plusieurs décennies. Le palais de justice se trouve à côté de l'actuel hôtel de ville d'Ottawa qui a été construit seulement quelques années plus tard. 

## Structure
Au pied du bâtiment se trouvent un stationnement et des cellules de détention temporaires pour les prisonniers. Les niveaux centraux sont composés des salles d'audience et d'un grand atrium. Les niveaux supérieurs contiennent des bureaux pour les juges.
La plus grande salle du palais de justice a été transportée de son ancien emplacement. Il s'agit d'une réplication à l'identique, qui utilise les mêmes matériaux, portes, sièges, etc.